# أشرس بن عبد الله السلمي
أشرس بن عبد الله السلمي  والٍ أموي، وكان يعرف  الكامل لفضله.
ولاّه هشام بن عبد الملك على خراسان سنة 109 هـ (727-728م). سر به الناس لإشرافه على تفاصيل أعمال الولاية، خصوصاً إنشاؤه رباطات (معسكرات) لحماية ثغور الدولة من الأعداء.
قرر رفع الجزية عمن يسلم ليجذب الناس في ما وراء النهر للإسلام، فكان أن دخل كثير للإسلام، لكن ذلك أدّى إلى موارد الدولة المالية إلى النقصان، فكان أن أرجع الجزية مع بعض الشروط منها حُسن الإسلام، وإقامة الفرائض، وقراءة سورة من القرآن، فكان أن أنكر عليه كثير من الناس ذلك ومنهم ثابت قطنة معتبراً ذلك من الغدر، فكان أن سجنه أشرس، فكان أن اندلعت ثورات كبيرة من الصغد، وطلبوا المساعدة من الترك، فعزله الخليفة هشام، وولى مكانة الجنيد بن عبد الرحمن المري.